# Torre de radio y televisión de Riga
La Torre de radio y televisión de Riga (en letón: Rīgas radio un televīzijas tornis) es una torre de telecomunicaciones situada en Riga, la capital de Letonia. Construida entre 1979 y 1986 con fondos del gobierno central de la extinta Unión Soviética, su punto más alto alcanza oficialmente los 368 m (aunque algunas fuentes la hacen llegar hasta los 368,5 m), lo que la convertiría en la torre más alta de los países bálticos y de la Unión Europea, la tercera de Europa (después de la Torre Ostánkino de Moscú de 540 m y la Torre de telecomunicaciones de Kiev de 385 m) y la decimocuarta del mundo.
La torre está construida en la isla de Zaķusala (literalmente "isla de las liebres"), en medio del río Daugava, a una altitud de 7 metros sobre el nivel del mar. Los pilotes de cimentación se hunden 27 metros en el terreno y descansan sobre una capa de dolomita. Externamente, la torre consta de tres "patas" (pilares de apoyo de la estructura principal) y una antena. En dos de las "patas" se han instalado ascensores de alta velocidad que alcanzan una altura de 97 metros en 52 segundos, mientras que en la tercera hay una escalera de emergencia y cables que van desde el edificio de administración hasta los transmisores. Desde la finalización de la torre hasta el año 2006 existió un restaurante, denominado Vēja roze ("Rosa de los vientos"), a 93 metros de altura. Justo encima, a 97 metros, hay una plataforma de observación desde la que, cuando hace buen tiempo, se puede contemplar toda Riga y sus alrededores, así como el golfo de Riga.
En mayo de 2019 cerró a los visitantes por reformas. Se prevé su reapertura en 2024, fecha en la que volverá a contar con un restaurante y se abrirá al público el refugio antiaéreo de la torre. También se instalará un péndulo de Foucault de 500 kg.

## Historia

### Planificación
El camino desde que se concibió la idea hasta que se hizo realidad fue largo. La primera prueba documental de la necesidad de construir una nueva emisora de radio y televisión en Riga se encuentra en la resolución del Consejo de Ministros de la República Socialista Soviética de Letonia de 30 de julio de 1967. Ya en aquel momento se evidenciaba que el antiguo centro emisor, situado en el edificio del antiguo Teatro Jelgava del barrio de Āgenskalns, en Riga, había llegado al límite de sus posibilidades. La justificación técnica de la construcción de la torre contemplaba los siguientes propósitos: aumentar de dos a cuatro el número de canales de televisión y de radio que podían emitirse, extender considerablemente la zona de transmisión, mejorar la calidad de las emisiones de televisión y de radio y posibilitar determinadas comunicaciones especiales (de interés nacional, militares, de protección civil, etc.).

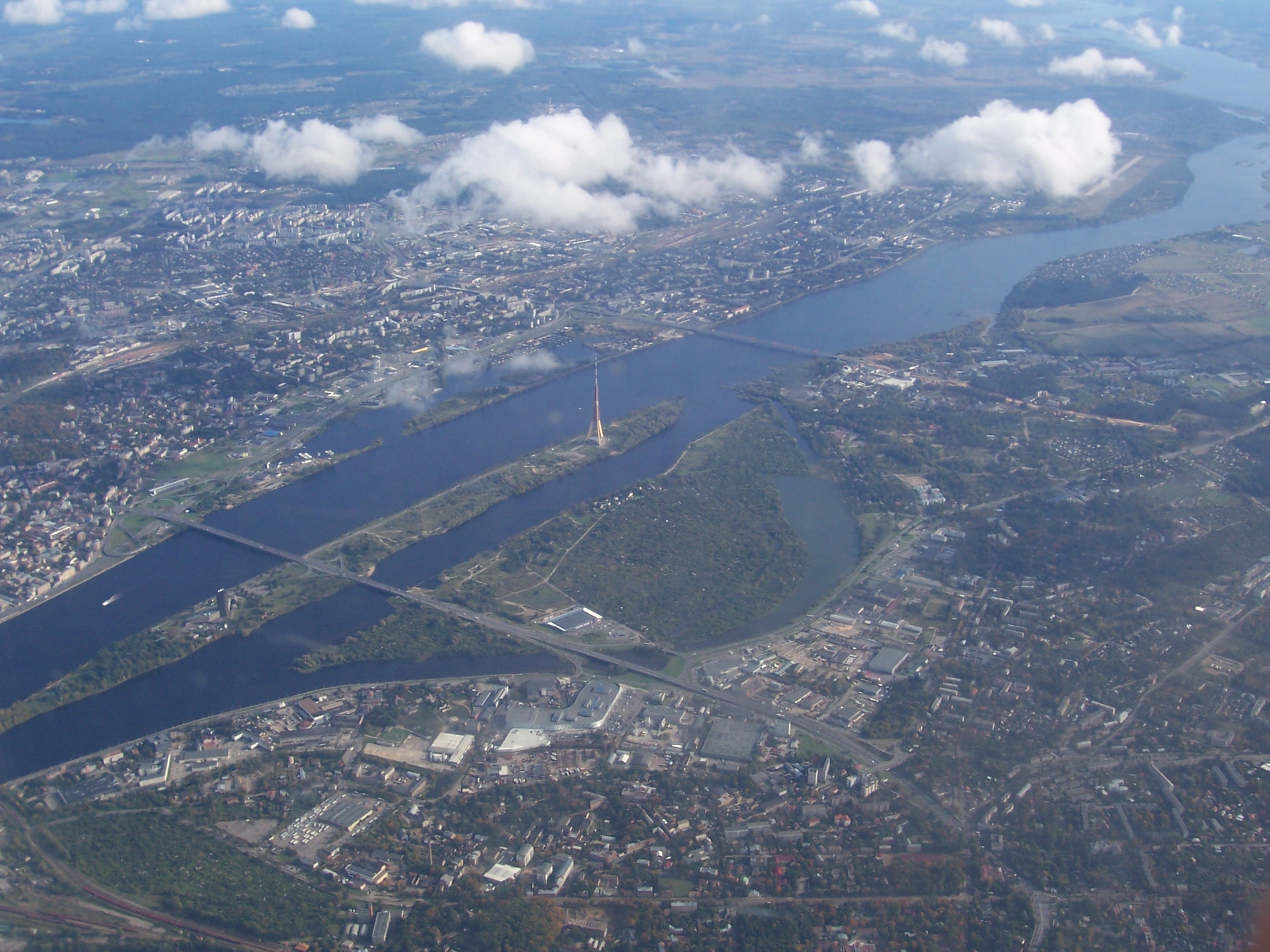
Vista aérea de la isla de Zaķusala y el río Daugava.

A finales de 1972 se retomó la cuestión de la construcción de una torre de telecomunicaciones en Riga y llegaron a la ciudad el ingeniero jefe Moisei Shkud y el especialista jefe I. Ostrovski, procedentes del Instituto de Diseño de Comunicaciones de Moscú. Antes de su llegada, ya se habían seleccionado varios posibles emplazamientos: en los alrededores del lago Bābelīte, en Baložkalns y en Ulbroka, entre otros. Ambos expertos subrayaron que las torres de televisión ya no se construían como estructuras puramente técnicas, sino que también constituían atracciones turísticas dotadas de un mirador y un restaurante panorámico. Los expertos consideraron que la torre debía situarse en un emplazamiento cercano al centro urbano de Riga y que el lugar más adecuado sería una isla que habían visto de camino desde el aeropuerto, que resultó ser Zaķusala. La elección del emplazamiento fue aprobada por el arquitecto jefe de Riga, Gunārs Asaris, y el presidente del Consejo de Ministros de la RSS de Letonia, Jurijs Rubenis.
El estudio geológico reveló que la capa de terreno sólido sobre la que se podría apoyar la torre se encontraba a 25 metros de profundidad, lo que elevaba el coste y complicaba considerablemente el proceso constructivo, pero no se dio marcha atrás porque el Consejo de Ministros ya había aprobado el proyecto.

### Diseño

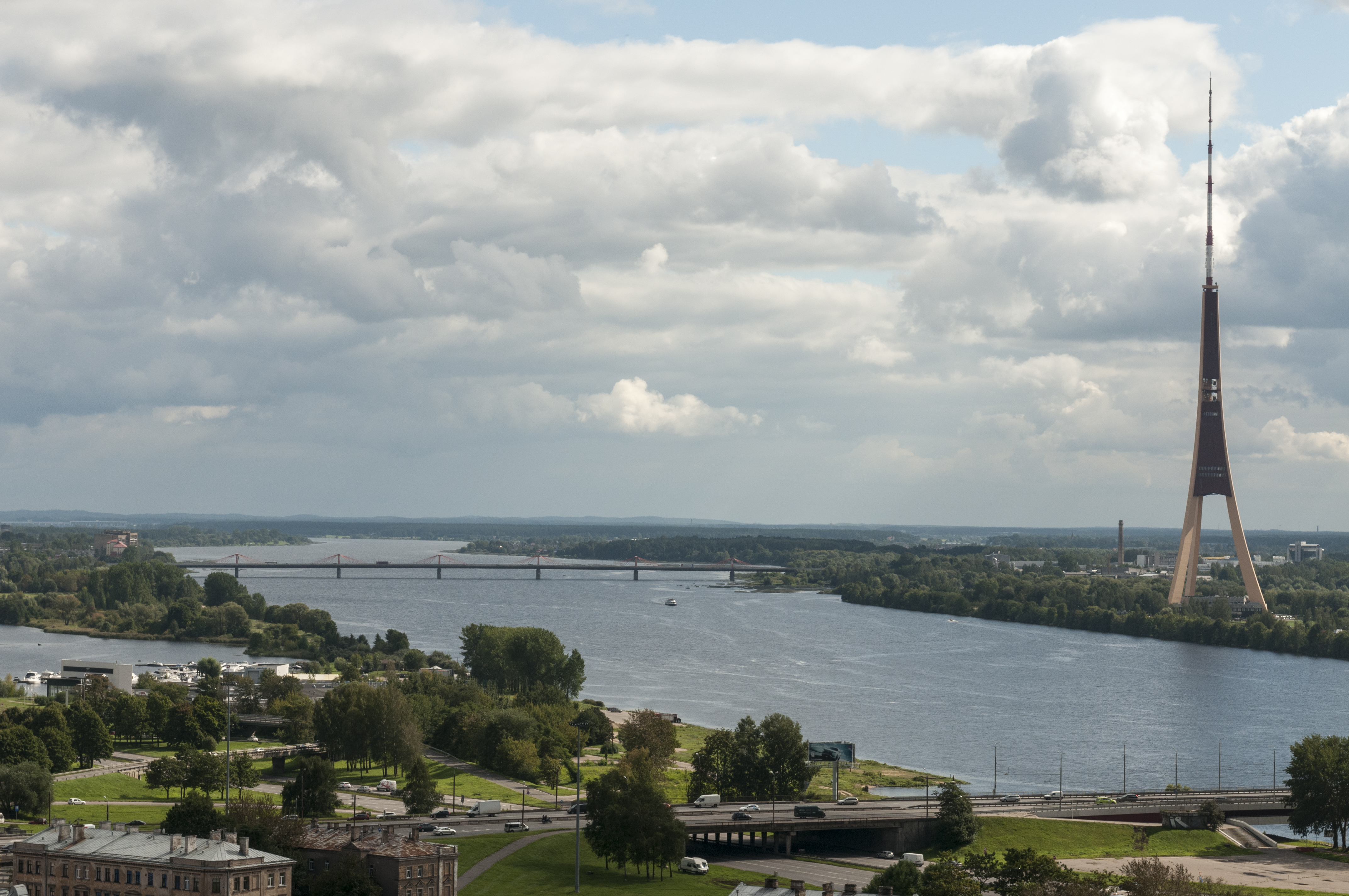
Vista desde el edificio de la Academia de Ciencias de Letonia

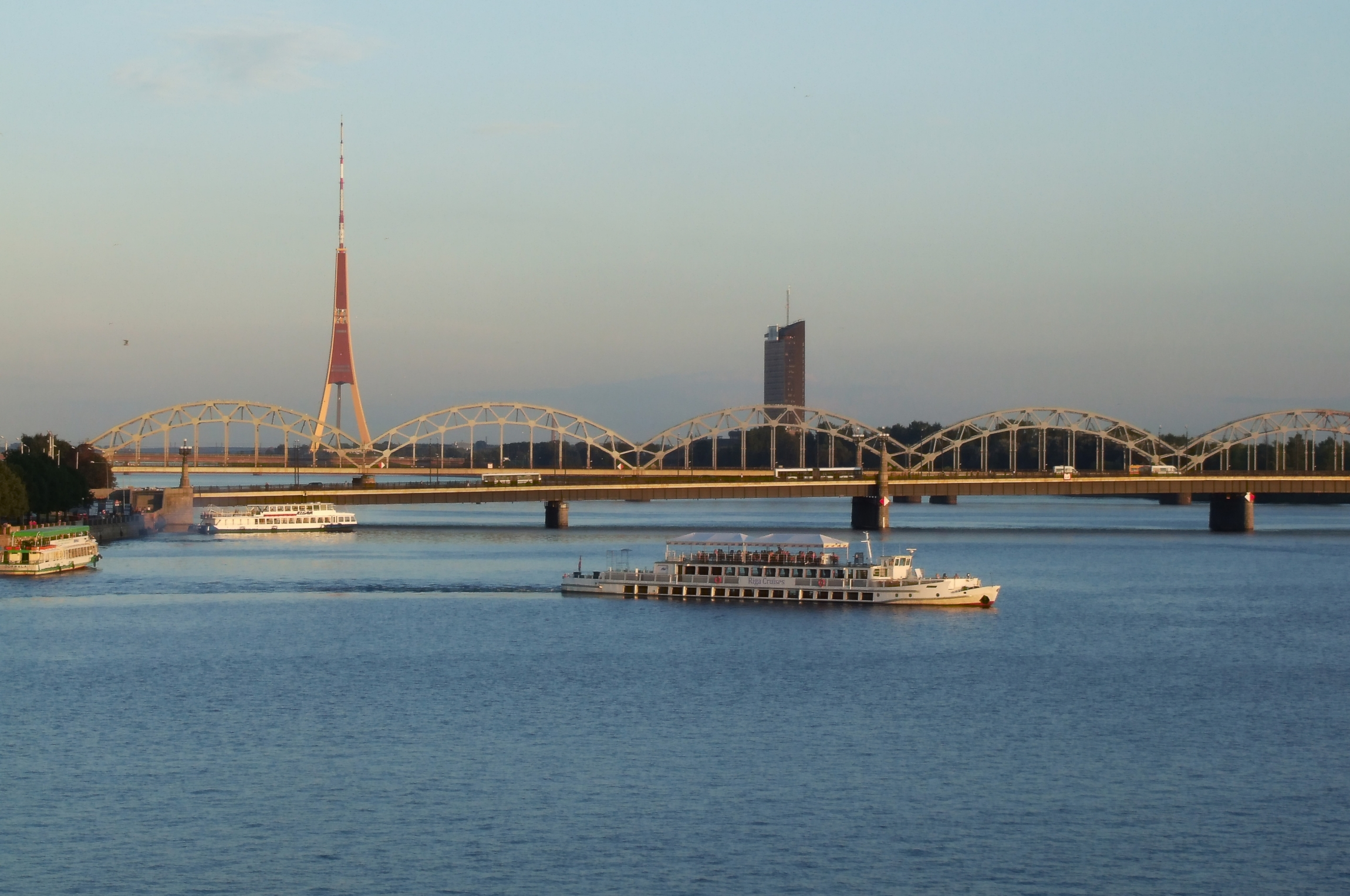
Vista del río Daugava con la torre de TV y la sede de la Latvijas Televīzija (LTV) al fondo.

La siguiente etapa fue la elección del diseño de la torre. El diseño preliminar del edificio fue elaborado por el Instituto Estatal de Diseño del Ministerio de Comunicaciones de la URSS. El autor de la solución visual fue el joven arquitecto georgiano Kim Nikuradze. En aquel entonces, todas las torres de hormigón armado que se estaban construyendo en varias ciudad europeas —Vilna, Tallin, Moscú y Berlín— eran muy similares y sólo se diferenciaban por su parte superior. Nikuradze consideró que debía construirse una torre de acero, ya que le daría un aspecto distintivo. Se elaboraron cinco diseños y se confeccionaron maquetas. El diseño final fue elegido por un grupo de arquitectos de Riga bajo la dirección de Gunārs Asāris.

### Construcción

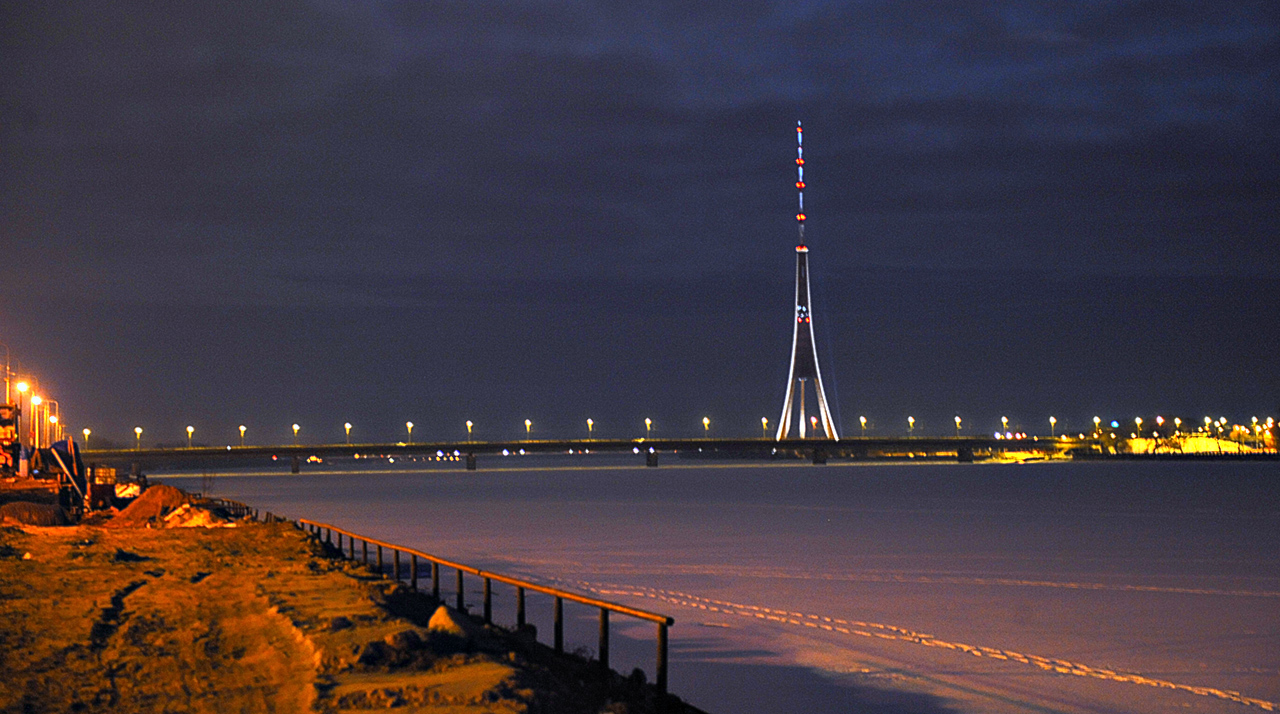
La torre iluminada de noche.

La construcción de la torre de televisión comenzó en 1979. En la primera fase se procedió a colocar la cimentación de la estructura. Debajo de cada soporte de la torre se hincaron 20 pilotes huecos de hormigón armado, que se introdujeron en el terreno utilizando un equipo vibratorio especial sobre una capa de dolomita a una profundidad de 24-27 metros. Posteriormente se retiró la tierra y se rellenaron de hormigón.
Los elementos metálicos prefabricados llegaban por ferrocarril desde Cheliábinsk a la estación de Saulkalne, en el municipio de Salaspils. Durante la noche se transportaban en remolques hasta Zaķusala, donde se descargaban con una grúa y se soldaban. Posteriormente, las estructuras se izaban con una grúa, se colocaban en su lugar, y se volvían a soldar. Todas las uniones se inspeccionaron con ultrasonidos para garantizar la ausencia de defectos de soldadura.
En la construcción de la torre se utilizó un método totalmente novedoso, inédito en Letonia hasta aquel entonces: parte de la antena se soldó por completo en el suelo y el montaje se hizo en orden inverso, de modo que primero se montó la parte superior y después se fue izando por etapas mediante mecanismos de elevación. Cada tramo sucesivo se soldaba en el suelo en un soporte especial, es decir, la antena "crecía" de arriba abajo. Esta operación se realizó una vez que los soportes de la torre estaban parcialmente construidos, ya que las grúas sólo podía levantar los materiales hasta una altura de 107 metros. Para la instalación de los tramos restantes se utilizó una grúa montada directamente en la parte de la antena.
Las estructuras intermedias de la torre también se construyeron alrededor de esta parte de la antena, primero se ensamblaron en tierra y luego se elevaron y soldaron en su lugar mediante un sistema de elevación. La parte de la antena se apoya en lo que se denomina el armazón central, que comienza a 88 metros del suelo. Para la instalación de la última sección de la antena y del armazón central, situado justo debajo, toda la estructura, de unas 500 toneladas de peso, se elevó 88 metros. La fase final comenzó el 2 de noviembre de 1984 y el 13 de noviembre la torre ya había alcanzado la altura proyectada de 368 metros. Otra operación constructiva muy compleja fue el izado del revestimiento de la parte central, que estaba hecho de una aleación de acero con una especial resistencia a la corrosión denominado "acero corten". Las planchas del revestimiento, de 27 metros de altura, se soldaron en tierra y posteriormente se elevaron.
El proyecto original preveía la finalización de la torre de TV en un plazo relativamente corto —para 1985—, pero en 1984 se puso de manifiesto que no podría estar terminada para el año siguiente. Por ello, se decidió que los trabajos de construcción se dividirían en dos fases: la primera concluiría en 1985 y la segunda se pospondría hasta más adelante con el fin de poder finalizar todas las obras. Se preveía que, al término de la primera fase, entraran en servicio parte de las instalaciones, parte de las plantas de la torre y parte de las antenas. Se montó el primer transmisor Tesla, que empezó a emitir sus primeras transmisiones en pruebas el 28 de diciembre de 1985.
Las emisiones regulares de televisión comenzaron en enero de 1986. Los trabajos de construcción e instalación de los distintos componentes se prolongaron hasta 1989, por lo que la duración total de las obras fue de diez años.

## Descripción

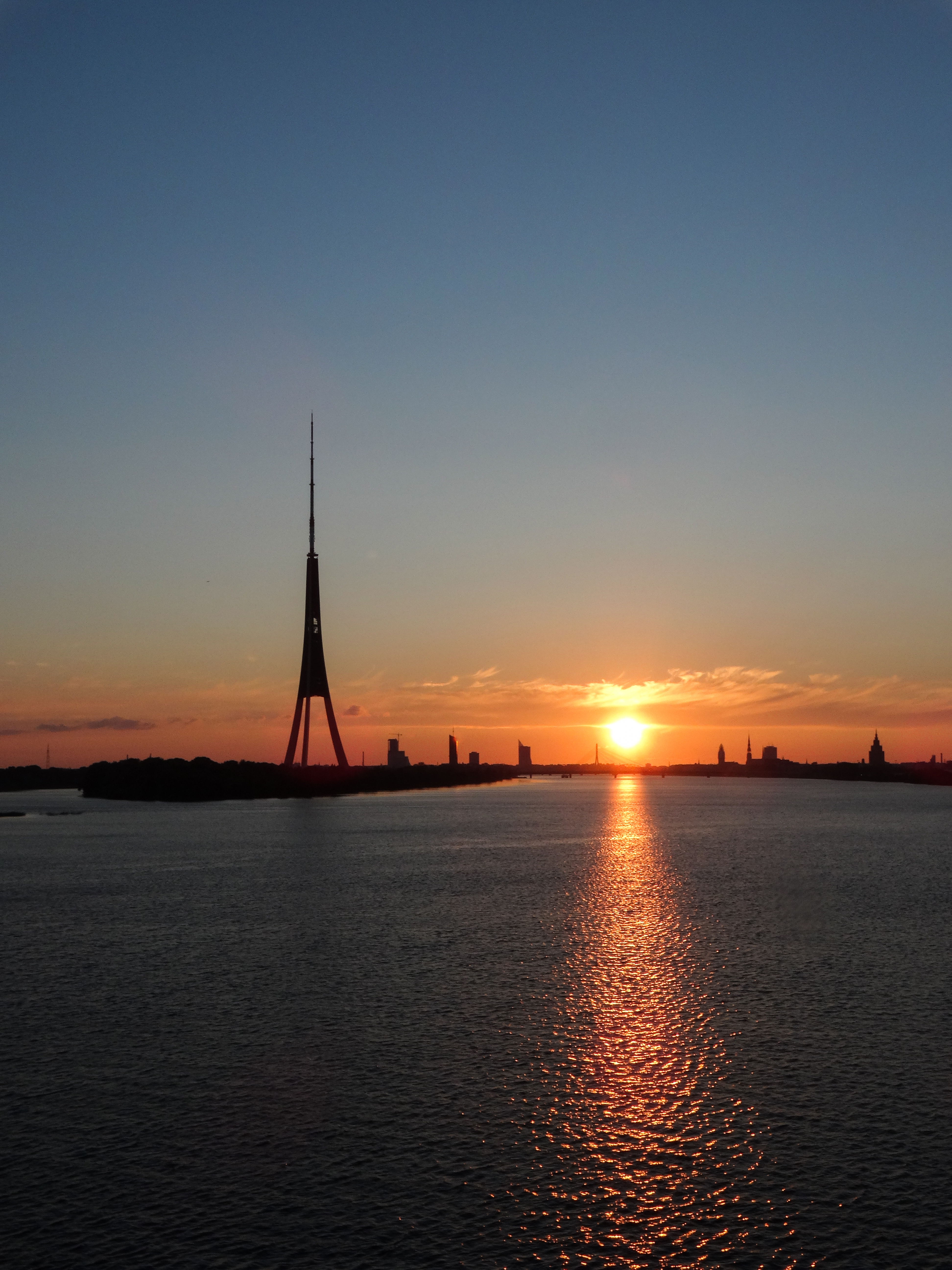
Silueta de la torre al atardecer

La Torre de televisión de Riga es una estructura autoportante totalmente metálica. Su altura total es de 368 metros, lo que la convierte en la tercera más alta de Europa. Consta de un edificio técnico, tres pilares de apoyo, una sección central y una antena.
La cimentación de la torre consta de pilotes de hormigón armado que descansan sobre un lecho de dolomita a 24-27 metros de profundidad. El diseño de la torre también tuvo en cuenta el riesgo de inundaciones y terremotos. La torre está concebida para resistir un terremoto de magnitud 7,5 (en la escala de Richter). También está construida para resistir ráfagas de viento de hasta 44 m/s. Las oscilaciones que experimenta son de poca amplitud, ya que cuenta con tres amortiguadores pendulares —cada uno de los cuales pesa unas 10 toneladas— a 198 metros de altura. Como curiosidad, los cambios de temperatura pueden provocar una oscilación diurna de 2,4 metros en la parte superior de la torre.

### Edificio técnico
El edificio técnico está situado en la base de la torre, entre sus tres pilares. Alberga oficinas administrativas, una sala de transmisiones y otras salas técnicas. El resto de dependencias de la torre no están abiertas a los visitantes, salvo el vestíbulo y el ascensor.

### Pilares de apoyo
La principal estructura de sustentación de la torre se compone de tres pilares, o "patas", que le confieren su aspecto característico. Dos de ellos albergan sendos ascensores inclinados Assinter Otis de alta velocidad, que transportan a los visitantes a la plataforma de observación (97 metros) en 42 segundos. El tercer pilar aloja una escalera y equipos técnicos de comunicaciones.

### Sección central
La sección central de la torre, situada a una altura de entre 88 y 222 metros, se conformó uniendo los pilares de la torre y está revestida con un material especial, una aleación de acero denominado "corten". Dentro del revestimiento se encuentran diversas instalaciones técnicas. En esta zona funciona un ascensor vertical.

### Antena
La parte superior de la torre, situada a una altura de entre 222 y 368 metros, es una estructura cilíndrica que se va estrechando en sentido ascendente. Esta parte alberga las antenas de transmisión de radio y televisión. La parte de la antena está coronada por un mástil. En la antena central opera un elevador sueco Alimac que llega hasta una altura de 308 metros. Los 44 metros que restan hasta el mástil se cubren con una escalera interior.